# Phrynetopsis kolbei
Phrynetopsis kolbei là một loài bọ cánh cứng trong họ Cerambycidae.